# Mary Todd Lincoln
Mary Todd Lincoln, geboren als Mary Ann Todd (Lexington (Kentucky), 13 december 1818 - Springfield (Illinois), 16 juli 1882) was de echtgenote van Amerikaans president Abraham Lincoln en de first lady van het land tussen 1861 en 1865.

## Jonge leven
Mary Todd was de dochter van Robert Smith Todd en Eliza Parker, vooraanstaande lieden in de stad Lexington. Ze waren net als andere familieleden slavenhouders. Op 20-jarige leeftijd verhuisde Mary naar Illinois waar haar zuster Elizabeth al woonde. Elizabeth stelde haar voor aan een jonge advocaat, Abraham Lincoln die later haar man zou worden.

## Huwelijk en familie

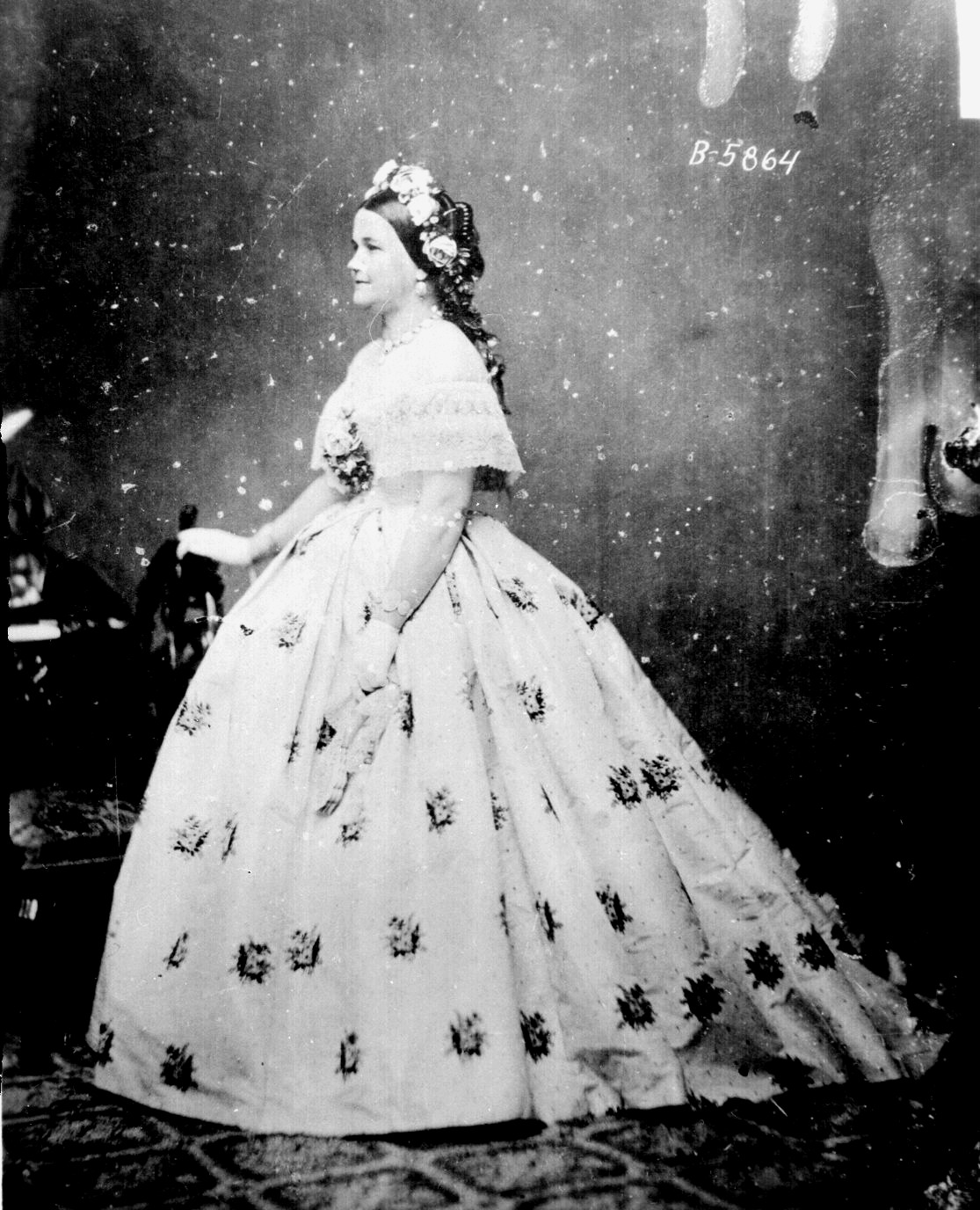
Mary Todd Lincoln

Abraham en Mary trouwden op 4 november 1842 en kregen vier kinderen
- Robert Todd Lincoln (1 augustus 1843 - 26 juli 1926)
- Edward Baker Lincoln (10 maart 1846 - 1 februari 1850), overleed aan tuberculose
- William Wallace Lincoln (21 december 1850 - 20 februari 1862), overleed aan buiktyfus
- Thomas Lincoln (Tad) (4 april 1853 - 16 juli 1871), overleed waarschijnlijk aan tuberculose

## Levensloop

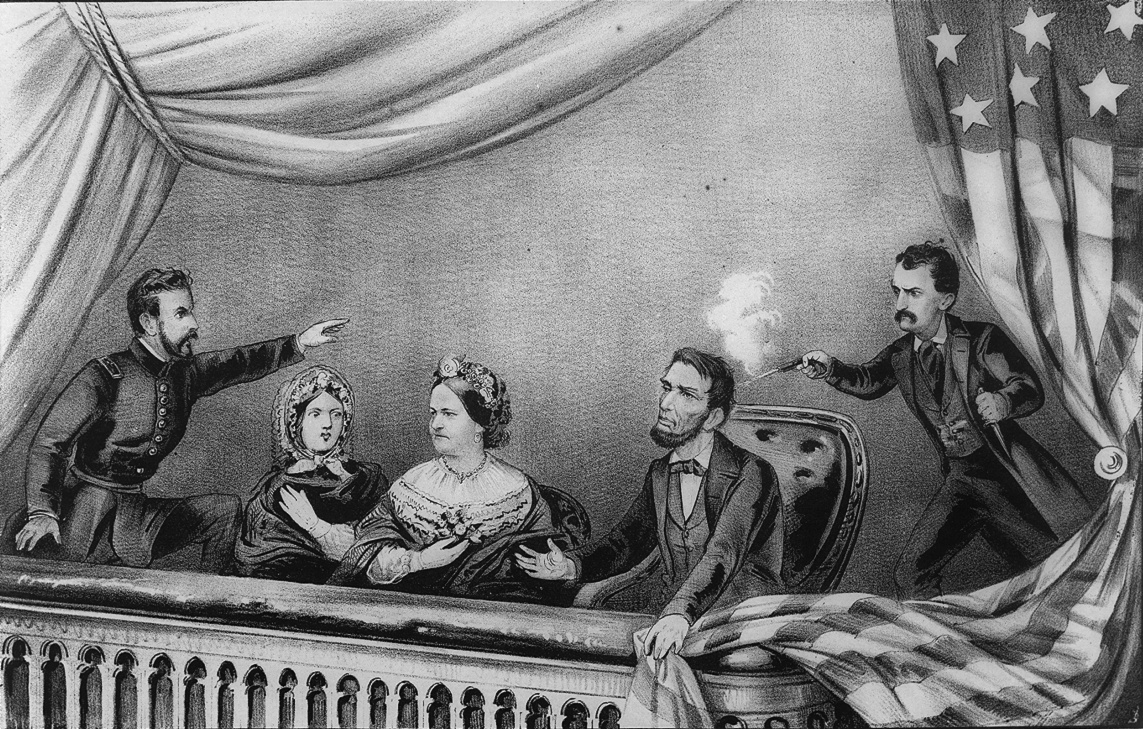
De moord op Abraham Lincoln. Van links naar rechts: Henry Rathbone, Clara Harris, Mary Todd Lincoln, Abraham Lincoln en John Wilkes Booth.

Het leven voor Mary was niet altijd even gemakkelijk: van hun vier kinderen bereikten slechts Robert en Tad de volwassen leeftijd en alleen Robert overleefde zijn moeder.
Mary was goed opgevoed en geïnteresseerd in de carrière van haar man. Maar ze was ook lichtgeraakt en gedroeg zich soms irrationeel. Ze was vrijwel meteen impopulair bij de bevolking toen ze als first lady naar de hoofdstad ging. De kranten gaven kritiek op haar omdat ze het belastinggeld gebruikte om het Witte Huis opnieuw te bemeubelen en haar garderobe rijkelijk aan te vullen.
Tijdens de Amerikaanse Burgeroorlog waren er vele geruchten dat ze een sympathisante was van de geconfedereerden en zelfs een spion voor hen (verschillende familieleden vochten in het leger van de Confederatie en drie van haar broers sneuvelden voor het Zuiden). De president ontkende dit echter altijd met klem en zei dat zijn vrouw trouw was aan de Verenigde Staten. Haar bezoeken aan soldaten van de Unie in vele hospitaals in en rond Washington werden grotendeels niet opgemerkt door het volk.
Nadat haar elf jaar oude zoon Willie overleed aan buiktyfus zocht mevrouw Lincoln mediums en spirituelen om contact te zoeken met het overleden jongetje.
Nadat de president in april 1865 vermoord werd, ging haar reputatie verder achteruit toen kabinetsleden haar openlijk beschuldigden dat ze een gat in haar hand had wat betreft geldzaken en ze noemden haar 'de kat van de hel'.
In 1868 publiceerde voormalige vertrouwelinge Elizabeth Keckley het boek Achter de schermen, of dertig jaar slavin en vier jaar in het Witte Huis. Nadat het boek controversieel bleek te zijn liet Robert Lincoln het uit de handel nemen.
De dood van haar man en drie zonen greep de vrouw erg aan ze rouwde veel om hen waardoor ze uiteindelijk in een depressie kwam.
Om de uitgaven van zijn moeder te controleren liet Robert haar opnemen in een psychiatrische instelling in 1875; ze was er vrij in beweging en werd drie maanden later weer vrij gelaten. Het verraad, zoals zij het zag, van haar oudste zoon heeft ze hem nooit vergeven.
De volgende vier jaar reisde ze door Europa en woonde voornamelijk in het Franse Pau.
Haar laatste jaren gingen gepaard met een tanende gezondheid. Doordat ze cataract had, kwam ze geregeld ten val.

## Dood en nabestaanden

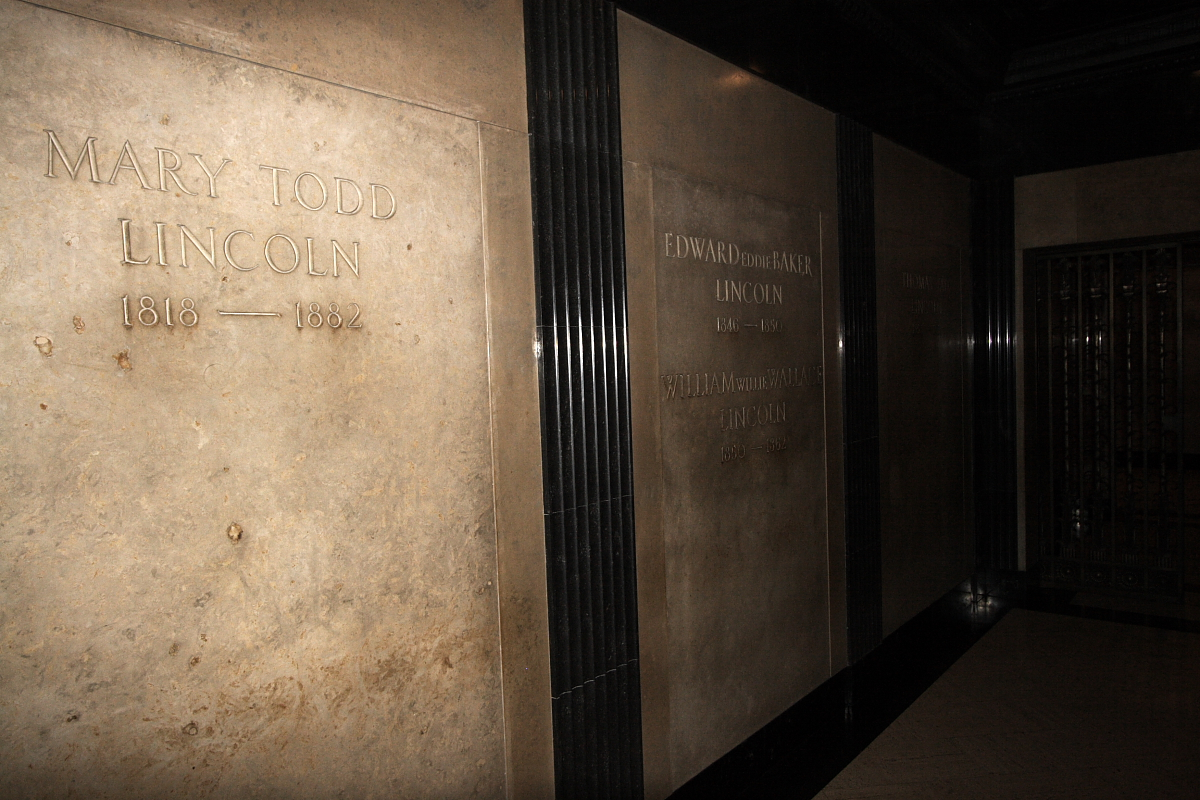
Mary Todd Lincolns graf

Mary Lincoln overleed in Springfield in het huis van haar zuster Elizabeth in 1882 op 63-jarige leeftijd. Ze werd bijgezet in de Lincoln Tomb op het kerkhof van Springfield.
Robert had twee kinderen, Jessie Harlan Lincoln Beckwith (1875-1948) die zelf twee kinderen kreeg, Petty (1898-1975) en Bud (1904-1985), maar geen van beiden had zelf kinderen. Roberts andere dochter Mamie (1869-1938) had één zoon Lincoln Isham (1892-1971) maar ook hij kreeg geen kinderen zodat er geen nabestaanden meer zijn van de Amerikaanse president.